# مسابقه آواز یوروویژن ۱۹۸۸
مسابقه آواز یوروویژن ۱۹۸۸ ۳۳مین دوره از مسابقات آواز یوروویژن بود که در RDS Simmonscourt Pavilion، دوبلین، ایرلند برگزار شد. برنده آن سلین دیون با ترانه بدون من نرو و به نمایندگی از کشور سوئیس بود.